# Josef Hoëné-Wronski
Josef Marja Hoëné-Wronski, född 23 augusti 1776, död 9 augusti 1853, var en polsk filosof och matematiker.
Hoëné-Wronski blev 1794 artillerilöjtnant i Tadeusz Kościuszkos armé, kom genom fångenskap i rysk krigstjänst, tog avsked 1797, och studerade sedan juridik och filosofi i Tyskland. 1800 trädde han i Marseille in i den franska arméns polska legion, där han 15 augusti 1803 mottog den utomordentliga inre uppenbarelse, découverte de l'absolu, som bestämde hans väg inom filosofin. Från 1810 till sin död var han bosatt i Paris. Hoëné-Wronski påverkades första av Kant men utbildade efter hand en mystisk nationalistisk världsåskådning, där Guds existens och själens odödlighet hävdas. Hans hävdade att de slaviska folken tillerkänns en ledande kulturell och religiös uppgift i världen, vilket han benämnde messianism. Hoëné-Wronski lade fram denna filosofi i en rad svårbegripliga verk på franska, som innehöll mycket matematiska formler och invecklad terminologi. 
Som matematiker försökte Hoëné-Wronski hitta en teoretisk grund för differentialekvationer, och använde då de determinanter som senare blev kända som wronskianer finns med. Han var även verksam som teknisk uppfinnare.